# اوولد اوچا (اکلاهما)
اوولد اوچا(به انگلیسی: Old Eucha) شهری در ایالت اکلاهما کشور ایالات متحده آمریکا است که جمعیت آن در سرشماری سال ۲۰۱۰ میلادی، ۵۲ نفر بوده‌است.